# Снос здания

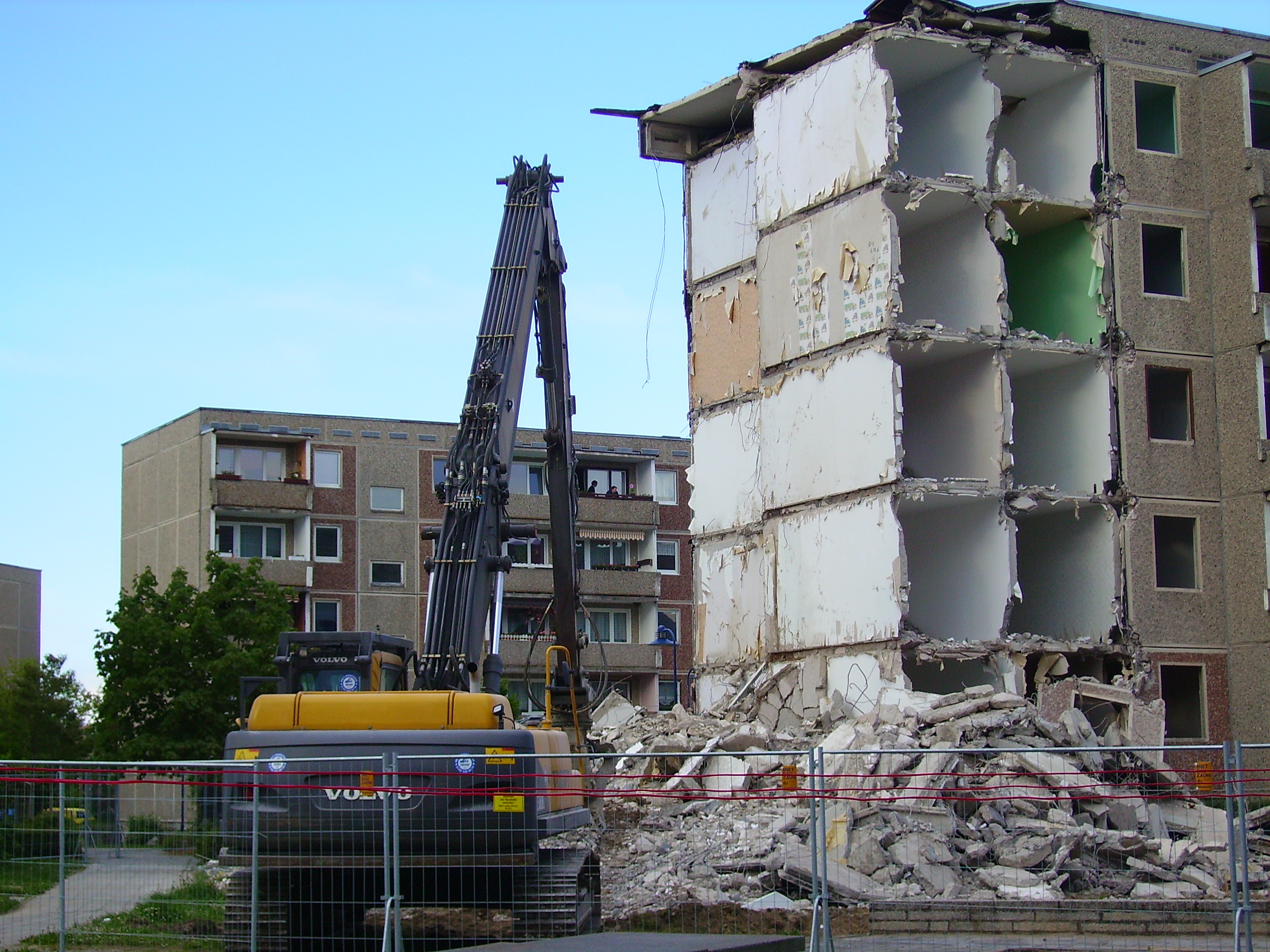
Снос механизированным способом

Снос (демонтаж) — контролируемая ликвидация здания/сооружения путём разборки и обрушения.
Снос считается исключительной мерой, связанной с градостроительными и другими объективными обстоятельствами (высокий физический и моральный износ, аварийное состояние и т.д.). Снос зданий имеет чётко выраженную стратегическую направленность. Это обусловлено тем, что демонтаж сооружений представляет собой первое звено в цепочке строительных работ на определённом участке. Он включает в себя целый спектр работ. Это, среди прочего: высотный демонтаж, разборка металлических конструкций снос перегородок, демонтаж фундамента, инженерных коммуникаций.
Ассоциация «Национальное объединение строителей» в «Стандарте организации строительного производства. Снос (демонтаж) зданий и сооружений» (СТО НОСТРОЙ 2.33.53-2011) даёт следующее определение:
Снос (демонтаж) объекта — ликвидация здания (сооружения) путём разборки сборных и обрушения монолитных конструкций с предварительным демонтажем технических систем и элементов отделки.

## Снос (демонтаж), как вид строительных работ

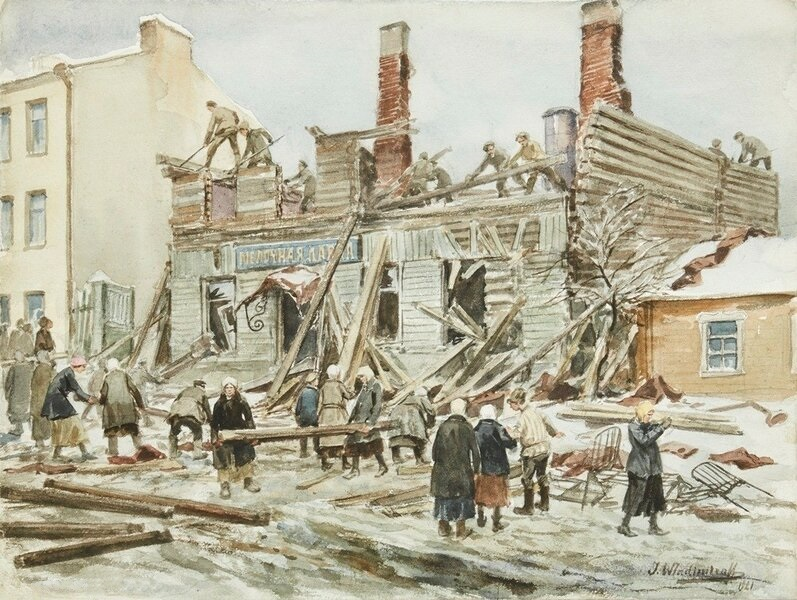
Разбор дома на дрова. Картина Ивана Владимирова

Демонтаж здания относится к «Подготовительным работам» перечня «Видов работ по строительству, реконструкции и капитальному ремонту» и требуют получения свидетельства о допуске на виды работ, влияющие на безопасность объекта капитального строительства, в случае выполнения таких работ на объектах, указанных в статье 48.1 Градостроительного кодекса Российской Федерации: особо опасных, технически сложных и уникальных объектов.
Снос зданий и сооружений, как правило, осуществляют специализированные демонтажные компании, обладающие всеми необходимыми лицензиями и сертификатами для выполнения таких работ, а также парком спецтехники. В отдельных случаях демонтажные работы осуществляют строительные компании, специализирующиеся на строительстве зданий, но обладающие необходимой техникой и опытом.

## Способы сноса (демонтажа)[5]

### Ручной способ

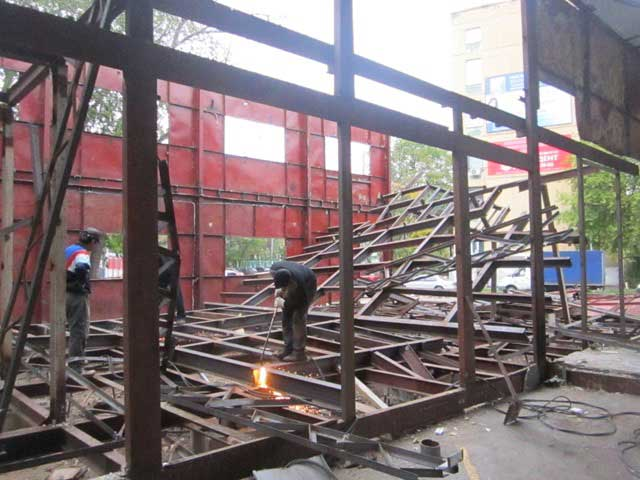
Демонтаж металлоконструкций ангара вручную кислородным резаком

Ручной способ разборки или разрушения наиболее трудоёмкий. Он осуществляется с использованием ручного инструмента, ломов, клиньев, кувалд, кирок, скарпелей и др., а также газо-резательных установок. Этот способ применяют при небольших объёмах работ или в случаях, когда другие способы не могут быть использованы.

### Полумеханизированный способ

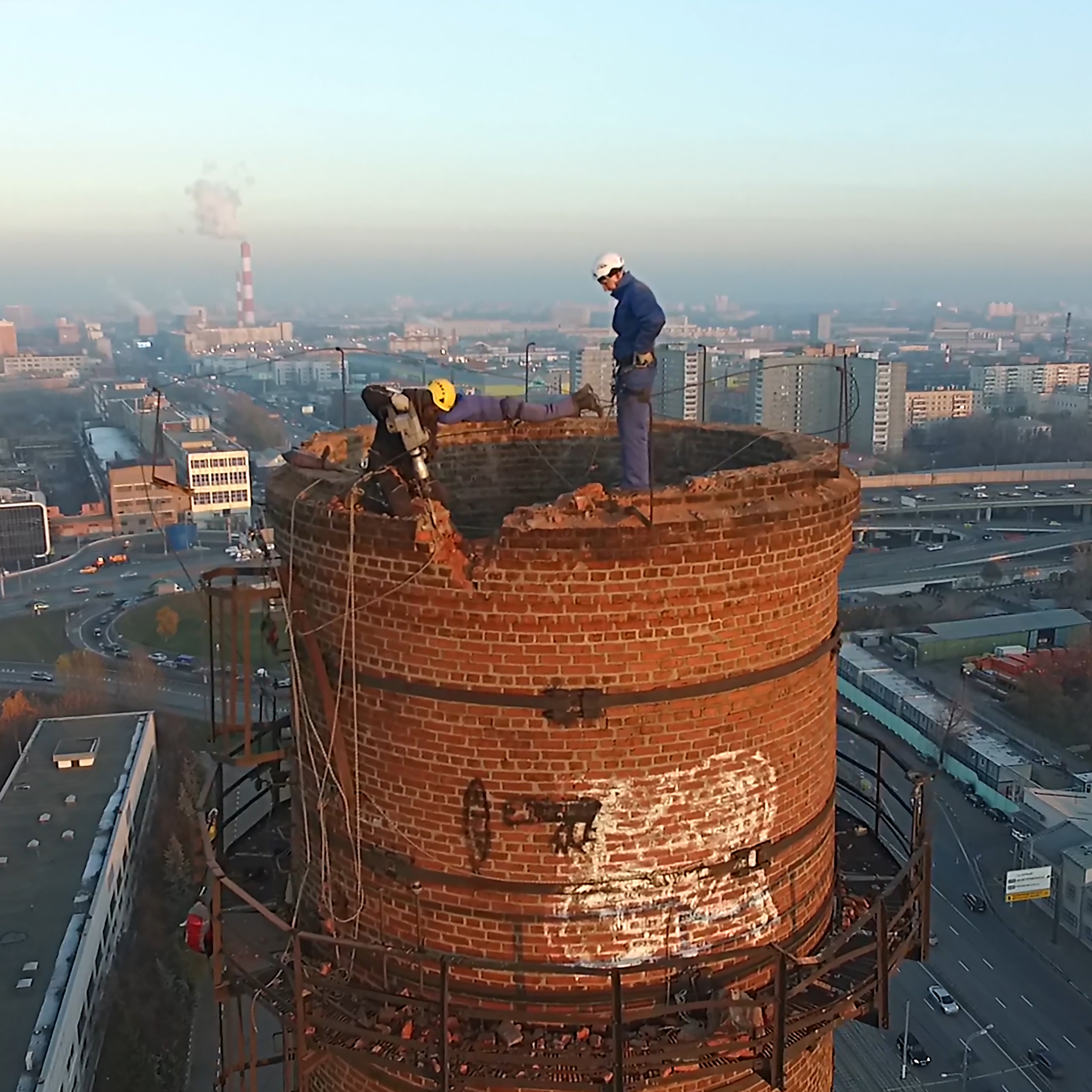
Полумеханизированный способ демонтажа 80-метровой дымовой трубы ММЗ «Серп и Молот» (г. Москва).

Полумеханизированный способ основан на применении пневматического и электрифицированного инструмента: отбойных молотков, лопат-ломов, пневматических бетоноломов, механических пил, лебёдок, домкратов и др. Способ имеет широкое распространение. Однако он трудоёмкий, дорогой, к тому же производство работ сопровождается большим шумом и выделением пыли.

### Механизированный способ
Механизированный способ работ выполняют с помощью машин и механизмов. Наибольшее распространение получил метод ударного разрушения конструкций шар- или клин-молотом, подвешиваемым на тросах к стреле самоходного крана или экскаватора. Для обрушения отдельно стоящих конструкций или участков зданий, отсечённых от их основной части, применяют тракторы или бульдозеры: конструкции в верхней части предварительно обвязывают стальными тросами, привязывают к механизмам и тянут до опрокидывания и разрушения. При этом угол подъёма троса по отношению к горизонту должен быть не более 20. Бульдозеры используют также для перемещения и окучивания строительного лома и мусора. По сравнению с полумеханизированным данный способ более производителен и рационален при разборке старых зданий и сооружений.

### Взрывной способ

Снос здания взрывным способом

Взрывной способ основан на использовании энергии взрыва. Для разрушения зданий применяют шпуровые заряды взрывчатого вещества, которые располагают на одном уровне в основании здания по его периметру (не ниже 0,5 м от поверхности земли), образуя таким образом сплошной подбой. В результате взрыва здание разрушается и оседает на свое основание. Перед взрывом здание должно быть освобождено от всех деревянных конструктивных элементов (стропила, перекрытия, перегородки, полы, двери, окна и др.). Бетонные и железобетонные конструкции взрывают на дробление. В зависимости от размеров конструкций и сооружений применяют накладные, шпуровые, скважинные или камерные заряды. Взрывной способ наименее трудоемкий и наиболее экономичный.

### Электрогидравлический способ
Электрогидравлический способ может быть применен для разрушения монолитных конструкций. В отличие от взрывного способа при электрогидравлическом не образуется взрывной волны, не происходит разброс осколков. Это особенно важно при производстве работ на территории действующего предприятия или внутри производственных помещений.

### Термический способ
Термический способ разрушения используется для резки бетона и железобетона, прожигания в нем отверстий и штраб. Способ основан на применении мощного источника тепла в виде газового потока (кислородное копьё) или электрической дуги (графитовые или угольные электроды).

### Комбинированный способ
Комбинированный способ чаще всего применяют при разборке или разрушении зданий, сооружений, отдельных конструкций, при котором одни конструктивные элементы разбираются ручным способом, другие механизированным, третьи взрывным и т. д. Например, при сносе одноэтажного каркасного здания с кирпичными стенами рекомендуется поэлементная разборка конструкций вручную, кроме стен, которые следует разбирать механизированным способом, и фундаментов, разрушаемых взрывом.